# Bibliothèques d'Auckland
 (février 2023).
La mise en forme du texte ne suit pas les recommandations de Wikipédia : il faut le « wikifier ».
Les points d'amélioration suivants sont les cas les plus fréquents. Le détail des points à revoir est peut-être précisé sur la page de discussion.
- Les titres sont pré-formatés par le logiciel. Ils ne sont ni en capitales, ni en gras.
- Le texte ne doit pas être écrit en capitales (les noms de famille non plus), ni en gras, ni en italique, ni en « petit »…
- Le gras n'est utilisé que pour surligner le titre de l'article dans l'introduction, une seule fois.
- L'italique est rarement utilisé : mots en langue étrangère, titres d'œuvres, noms de bateaux, etc.
- Les citations ne sont pas en italique mais en corps de texte normal. Elles sont entourées par des guillemets français : « et ».
- Les listes à puces sont à éviter, des paragraphes rédigés étant largement préférés. Les tableaux sont à réserver à la présentation de données structurées (résultats, etc.).
- Les appels de note de bas de page (petits chiffres en exposant, introduits par l'outil «  Source ») sont à placer entre la fin de phrase et le point final[comme ça].
- Les liens internes (vers d'autres articles de Wikipédia) sont à choisir avec parcimonie. Créez des liens vers des articles approfondissant le sujet. Les termes génériques sans rapport avec le sujet sont à éviter, ainsi que les répétitions de liens vers un même terme.
- Les liens externes sont à placer uniquement dans une section « Liens externes », à la fin de l'article. Ces liens sont à choisir avec parcimonie suivant les règles définies. Si un lien sert de source à l'article, son insertion dans le texte est à faire par les notes de bas de page.
- La présentation des références doit suivre les conventions bibliographiques. Il est recommandé d'utiliser les modèles {{Ouvrage}}, {{Chapitre}}, {{Article}}, {{Lien web}} et/ou {{Bibliographie}}. Le mode d'édition visuel peut mettre en forme automatiquement les références.
- Insérer une infobox (cadre d'informations à droite) n'est pas obligatoire pour parachever la mise en page.

Pour une aide détaillée, merci de consulter Aide:Wikification.
Si vous pensez que ces points ont été résolus, vous pouvez retirer ce bandeau et améliorer la mise en forme d'un autre article.

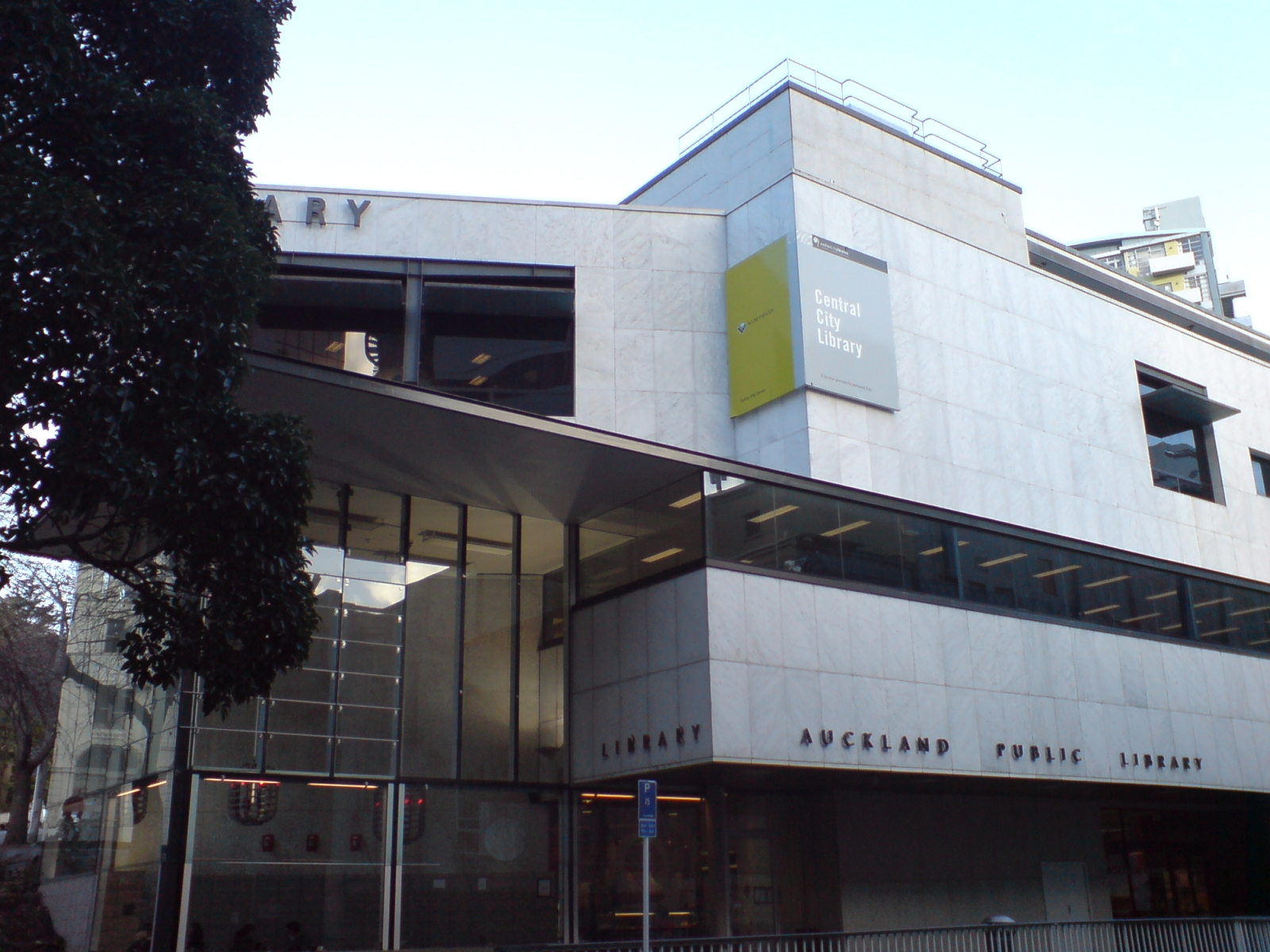
La bibliothèque de Central City Auckland.

Les bibliothèques d'Auckland, ou Auckland Libraries en anglais, sont le réseau des bibliothèques publiques de la région d'Auckland en Nouvelle-Zélande. Il a été créé en 2010 par la fusion des sept conseils distincts de la région d'Auckland. C'est actuellement le plus grand réseau de bibliothèques publiques de l'hémisphère sud avec 55 succursales de Wellsford à Waiuku. Depuis mars 2021, la région compte un total de 56 agences.

## Histoire
En novembre 2010, les conseils locaux d'Auckland fusionnent pour créer le Conseil d'Auckland. À la suite de ce processus, les sept réseaux de bibliothèques publiques de la région s'associent pour former le réseau des bibliothèques d'Auckland.
Les réseaux suivants fusionnent :
- Bibliothèques de la ville d'Auckland
- Bookinopolis (dans le district de Franklin)
- Bibliothèques de Manukau
- Bibliothèques de la Rive-Nord
- Services de la bibliothèque de Papakura – La bibliothèque Sir Edmund Hillary
- Bibliothèques Rodney
- Bibliothèques Waitakere

### Processus de fusion
Dans les années qui précèdent la fusion des réseaux de bibliothèques, ceux-ci s'associent d'abord pour former un consortium afin d'aligner leurs processus. Cette organisation s'appelait eLGAR (Libraries for a Greater Auckland Region en anglais). Ce consortium opte pour le logiciel de gestion des librairies Millenium. En conséquences, les réseaux de bibliothèques permettent la transition à leurs clients vers un réseau plus large donnant accès aux 55 bibliothèques à partir du 1er novembre 2010 (le premier jour du nouveau conseil). En avril 2021, le réseau compte plus de 56 bibliothèques dans la région d'Auckland (dont l'une est la bibliothèque Takaanini, qui a ouvert ses portes le 27 mars).

### Bibliothèques de la ville d'Auckland
Avant la fusion, les bibliothèques de la ville d'Auckland sont un réseau de 17 bibliothèques publiques et une bibliothèque mobile gérée par le conseil municipal d'Auckland.
En septembre 1880, le conseil municipal d'Auckland prend la responsabilité de la bibliothèque de l'Auckland Mechanics Institute qui connait des difficultés financières. Le Mechanics Institute est créé en 1842 et les éléments restants dans sa bibliothèque, ainsi que des éléments de la bibliothèque de l'ancien conseil provincial d'Auckland (1853–1876), sont inclus dans la collection de la bibliothèque publique gratuite d'Auckland. En 1887, George Gray fait don d'environ 8 000 livres, doublant la collection existante, et un nouveau bâtiment est érigé pour la bibliothèque au coin des rues Wellesley et Coburg (aujourd'hui Kitchener). À l'époque, ce bâtiment abrite toute la collection de la bibliothèque publique d'Auckland, en plus de la collection d'art de la ville. De plus, depuis sa création en 1916 jusqu'à sa fermeture en 1957, le musée des anciens colons se trouve dans ce bâtiment. Ce bâtiment est aujourd'hui le Musée d'Art d'Auckland.
Le bâtiment de la rue Lorne qui abrite actuellement la bibliothèque de Central City est ouvert en 1971.

### Bookinopolis
Avant la fusion, trois bibliothèques publiques - Pukekohe, Waiuku et Tuakau - forment un réseau connu sous le nom de Bookinopolis. Une bibliothèque municipale est créée pour la première fois à Pukekohe en 1913 et à Waiuku en 1946. La bibliothèque publique de Tuakau s'ouvre en 1977. Après la fusion des organismes locaux en 1989, ces trois bibliothèques forment le système de bibliothèques du district de Franklin. En 2000, cela est repris par le Franklin District Library Trust (à partir de 2009 le Franklin Arts, Culture & Library Trust). Le Trust renomme son réseau de bibliothèques Bookinopolis. En 2010, les bibliothèques Pukekohe et Waiuku deviennent des succursales des bibliothèques d'Auckland, mais, en raison de changements de limites, Tuakau est repris par le conseil du district de Waikato.

### Bibliothèques de Manukau
Lorsque le conseil municipal de Manukau est formé par la fusion du comté de Manukau et de l'arrondissement de Manurewa en 1965, il prend la responsabilité d'une petite bibliothèque à Māngere East et de bibliothèques communautaires gérées par des bénévoles à Alfriston, Beachlands, Clevedon, Kawakawa Bay, Maraetai, Orere Point et Weymouth. La ville nouvellement formée ouvre sa première bibliothèque publique à service complet à Manurewa en 1967. Cela est suivi par des bibliothèques pour enfants à Otara et à Mangere East en 1969, des bibliothèques secondaires à Pakuranga en 1973 et au centre-ville de Manukau en 1976, et une école et une bibliothèque publique combinées au Ngā Tapuwae College en 1978.
La fusion des organismes locaux en 1989 ajoute deux bibliothèques supplémentaires au réseau : Papatoetoe et Howick, où les services de bibliothèque municipale datent respectivement de 1945 et 1947. En 1958, la bibliothèque Papatoetoe obtient une distinction pour la création du premier bibliobus municipal de Nouvelle-Zélande.
Les trois dernières succursales des bibliothèques de Manukau sont Clendon (1995), Tupu-Dawson Road Youth Library (2001) et Botany Idealibrary (2004). La bibliothèque de Clendon est renommée Te Matariki Clendon lors de son déménagement en 2006. Tout au long de sa vie, les bibliothèques Manukau fonctionnent comme un réseau décentralisé. Cependant, en 2001, le réseau ouvre une salle de référence et de lecture près du centre-ville de Manukau qui s'étend à la bibliothèque de recherche de Manukau. En 2010, les bibliothèques de Manukau exploitent 13 bibliothèques annexes, une bibliothèque de recherche, cinq bibliothèques rurales gérées par des bénévoles et une bibliothèque mobile.

### Bibliothèques de la Rive-Nord
En 1989, le conseil municipal de la rive nord est formé en combinant les différents arrondissements de la rive nord, de sorte qu'avant la fusion du conseil en 2010 avec le conseil d'Auckland, les bibliothèques de la rive nord sont un réseau de six bibliothèques et une bibliothèque mobile.

### Bibliothèques Waitakere
Les bibliothèques de Waitakere font partie des services du conseil municipal de Waitakere. Avant la fusion en 2010 du Conseil d'Auckland, les bibliothèques Waitakere se composent de la bibliothèque centrale Waitakere à Henderson, de la bibliothèque New Lynn War Memorial, de la bibliothèque Te Atatu Peninsula, de la bibliothèque Massey, de la bibliothèque Ranui, de la bibliothèque Glen Eden et de la bibliothèque Titirangi.

## Collections et services annexes
L'adhésion aux bibliothèques d'Auckland est gratuite pour les résidents et les contribuables de la région du conseil d'Auckland. Les bibliothèques d'Auckland ont des collections de prêt gratuit et un petit nombre de collections de location (DVD et CD de musique). Les membres de la bibliothèque peuvent demander gratuitement un article à l'une des bibliothèques d'Auckland.
De nombreuses bibliothèques offrent un accès Internet. Le système de bibliothèque donne également accès à trois fournisseurs de livres électroniques spécialisés : Overdrive, BorrowBox (dirigé par Bolinda) et Wheelers. Il existe également une bibliothèque numérique qui comprend plus de 100 bases de données. Le réseau de bibliothèques propose également un certain nombre d'activités gratuites.

## Patrimoine et centres de recherche
Les bibliothèques d'Auckland disposent d'une base de données en ligne enregistrant leurs collections patrimoniales. La base de données en ligne s'appelle Kura Heritage Collections Online et comprend des photographies, des cartes, des manuscrits, des journaux, des index et des histoires orales.

### Centres de recherche
En plus des collections de prêt et de location, les bibliothèques d'Auckland possèdent également un certain nombre de collections patrimoniales et de recherche. Ceux-ci sont conservés dans les quatre centres de recherche régionaux et les collections patrimoniales des bibliothèques d'Auckland, y compris les collections spéciales Sir George Gray.
Le North Auckland Research Center abrite des collections telles que celle d'histoire de l'art d'Angela Morton, consacrée à l'art visuel et aux artistes néo-zélandais, et les lettres du major Donald Stott.
Le centre de recherche central d'Auckland se concentre sur les archives de presse d'Aucklandx la collection Auckland Star Clippings ainsi qu'une collection complète de documents publiés sur les Maoris, l'histoire familiale et l'histoire locale.
Le centre de recherche du sud d'Auckland, basé au centre-ville de Manukau, se spécialise dans l'histoire des parties sud et est de la ville d'Auckland (Howick, Manukau, Manurewa - Papakura et Franklin), mais possède également de solides références générales, l'histoire familiale, les Maoris et les Collections néo-zélandaises.
Plus au sud, la bibliothèque Pukekohe possède également d'importantes collections patrimoniales de livres, photographies, périodiques et journaux relatifs à la région de Franklin.
Le centre de recherche de l'ouest d'Auckland emménage dans l'ancienne salle de référence de la bibliothèque centrale de Waitākere en avril 2013. Les collections d'histoire locale comprennent les collections de John Thomas (Jack) Diamond, qui a recherché et collecté des documents sur l'histoire et les industries de la région. Ses papiers personnels et sa bibliothèque de recherche sont donnés à la bibliothèque en 2001. La collection contient des documents sur les Maoris et l'archéologie des chaînes de Waitākere et des industries de la brique, de la poterie et du bois.
Les images, l'audio, les enregistrements de collection et les index détenus dans les collections du patrimoine et de la recherche des bibliothèques d'Auckland sont disponibles en ligne sur Kura Heritage Collections Online.

### Collections spéciales Sir George Gray

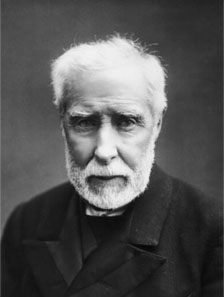
Sir George Grey.

Il s'agit de la plus importante des collections patrimoniales des bibliothèques d'Auckland. Depuis le don fondateur aux citoyens d'Auckland par George Gray en 1887, les collections se sont agrandies grâce aux achats et aux dons généreux de nombreux bienfaiteurs pour devenir l'une des principales collections patrimoniales du pays.
Ces collections comprennent deux éléments du patrimoine documentaire qui font partie du registre de la Mémoire du monde en Nouvelle-Zélande : God Defend New Zealand et les manuscrits des maoris gris. Parmi les autres éléments à noter, citons le premier ouvrage imprimé en Nouvelle-Zélande : Ko te katihama III (photo), imprimé en 1830 par William Yate pour la Church Missionary Society ; le manuscrit de l'autobiographie inédite de Robin Hyde et du récit historique d'une tentative de formation d'une colonie en Nouvelle-Zélande du Baron de Thierry ; une copie certifiée conforme rédigée en maori du traité de Waitangi et des documents concernant la construction du Stone Store à Kerikeri, le plus ancien bâtiment en pierre de Nouvelle-Zélande encore debout.
Les collections d'archives comprennent les documents personnels de Jane Mander et John A. Lee, ainsi que les archives du Mercury Theatre et de la branche d'Auckland de Greenpeace Aotearoa Nouvelle-Zélande. D'importantes collections de photographies incluent celles de Clifton Firth et Henry Winkelmann. À sa retraite en 1974, Firth donne aux bibliothèques d'Auckland une grande partie de son travail, y compris de nombreuses épreuves d'affichage ainsi que plus de 100 000 négatifs photographiques. Le musée des anciens colons achète une grande collection d'images d'Auckland de Winkelmann au photographe lui-même en 1928. Ceux-ci sont transférés à la bibliothèque après la fermeture du musée en 1957.
Les livres rares internationaux notables incluent une copie du Premier Folio de Shakespeare (1623), La Reine des fées de Spenser (1590); une édition de Europe a Prophecy et America a Prophecy par William Blake. La collection Reed Dumas réside dans les collections spéciales de Sir George Gray. Depuis son enfance, fervent admirateur de l'auteur français Alexandre Dumas, le pharmacien Whangarei Frank Reed (1854–1953) accumule la plus vaste collection Dumas hors de France, puis lègue plus de 4 000 articles à la bibliothèque publique d'Auckland. Il comprend 500 premières éditions en français et en anglais, 2 000 feuilles de manuscrits originaux et 51 volumes dactylographiés de traductions, lettres et bibliographies.